# Автошлях B52 (Німеччина)
Федеральна автомагістраль 52 (B 52) — це федеральна автомагістраль довжиною приблизно 4 км між Рейнсфельдом (сполучення B 407 у напрямку Кель-ам-Зе / Церф) та Гермескайлем (сполучення B 327 у напрямку Тальфанг / Морбах а також сполучення з державною дорогою 151 у напрямку Ноннвайлер / Саар) в окрузі Трір-Саарбург в землі Рейнланд-Пфальц.
B 52 курсував від Hermeskeil до Trier-Ehrang до початку 2015 року, з'єднуючись з A 64, місце для паркування на Dicke Buche. Приблизно 20 км завдовжки від Кенна, з’єднання A 602, до Рейнсфельда, з’єднання B 407, було знижено до державної дороги 151, оскільки A 1 тепер веде через трикутник автомагістралі Мозельталь у Гохвальд до Райнсфельда.
У квітні 2021 року приблизно 4-кілометрову ділянку від Кенна через міст Еранг Мозель до перехрестя з A 64 у лісі Ерангер було оновлено до нової A64a. Цей маршрут є частиною Європейського маршруту 44 і був завершений у 1983 році.

## Обсяг трафіку
Середній щоденний обсяг трафіку в 2010 році коливався від приблизно 5400 транспортних засобів між Осбургом і Райнсфельдом до 27100 транспортних засобів між Трір-Ехранг (B 53) і Трір-Еранг (А 602).